# Alpes Cottiae
Alpes Cottiae war eine römische Provinz und gehörte zu den Alpenprovinzen des Römischen Reiches, deren wichtigste Aufgabe die Sicherung der Verbindungswege über die Alpenpässe war. Für die Alpes Cottiae war dies an der Strecke von Augusta Taurinum (Turin) nach Brigantio (Briançon) und Eburodunum (Embrun) der Aufstieg zum Pass am Matrona Mons (Col de Montgenèvre, 1850 m).

Römische Provinzen unter Trajan (117 n. Chr.)

Die Provinz ist nach Cottius benannt, einem lokalen Ligurerfürsten, dessen Herrschaftsgebiet unter Augustus als Königreich, unter Nero als Provinz in das römische Reich eingegliedert wurde. Die Statthalter der Provinz waren Präfekten aus dem Ritterstand.
Wesentliche Orte der Provinz waren:
- Ocelum (Lesseau)
- Segusio (Susa)
- Scingomagus (Exilles)
- Caesao (Cesana Torinese)

Nördlich schloss sich die Provinz Alpes Graiae, südlich die Provinz Alpes Maritimae an.